# アーサー・アンバー・ブリガム

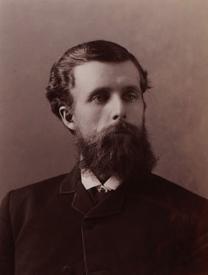
アーサー・アンバー・ブリガム

アーサー・アンバー・ブリガム（Arthur Amber Brigham、1856年10月6日 - 1938年11月12日）は、明治時代にお雇い外国人として来日したアメリカ合衆国の農学者である。

## 経歴・人物
マサチューセッツ州の生まれ。マサチューセッツ農科大学卒業後、1888年（明治21年）12月、日本政府の招聘により来日した。ミルトン・ヘイトの後継者として、札幌農学校に雇われ、農学及び植物学の教鞭を執った。
また、同時期に大農法を制定したり、農園長に就任して農業技術を普及したりする等北海道における農業生産の向上に貢献した。1893年（明治26年）11月、財政の問題により予定より一年早く帰国した。